# Шевченко (Арбузинский район)
Шевченко (укр. Шевченко) — село в Арбузинском районе Николаевской области Украины.
Население по переписи 2001 года составляло 9 человек. Почтовый индекс — 55320. Телефонный код — 5132.

## Местный совет
55321, Николаевская обл., Арбузинский р-н, с. Новогригоровка, ул. Ленина